# قلمان مشهدی چراغ
قلمان مشهدی چراغ سرنی، روستایی از توابع بخش توکهور شهرستان میناب در استان هرمزگان ایران است.

## جمعیت
این روستا در دهستان کریان قرار دارد و براساس سرشماری مرکز آمار ایران در سال ۱۳۸۵، جمعیت آن زیر سه خانوار بوده‌است.